# 容闳
容閎（1828年11月17日—1912年4月21日），本名達萌，號純甫，學名閎，男，廣東省廣州府香山縣南屏村（今珠海市南屏鎮）人，中國近代史上首位留學美國之學生，亦為首名於美国耶魯大学就讀的中國人，後又創設幼童留美計畫，世人稱他為中國留學生先驅。1876年，美國耶魯大學授予容閎榮譽法學博士學位，以表揚他對於中國和美國之間文化交流重大貢獻。
容閎年輕時便曾與太平天國打交道；洋務自強運動期間，容閎向曾國藩進言，若要船堅炮利，必先造「製器之器」。後來又連續參加了戊戌維新、君主立憲運動、與興中會革命等，在滿清最後六十年之中，從太平天國開始，直到辛亥革命前夕，每一個最重要的運動裡都能發現他的身影。
容閎在1900年八國聯軍之役時期發生的自立軍起義中扮演了舉足輕重的角色，此事件在激發中國人政治思想轉變上有關鍵作用，是革命歷史之思想轉變臨界點、轉捩點之一，容閎此時始感保皇主張業已過時，使他周圍許多維新黨人同受啟廸。他自己也從此開始，真正與孫文革命事業產生聯繫，最終在多年奮鬥後，親眼見證了中國革命成果，在有生之年看到孫中山就任中華民國第一任臨時大總統。

## 西學東漸記

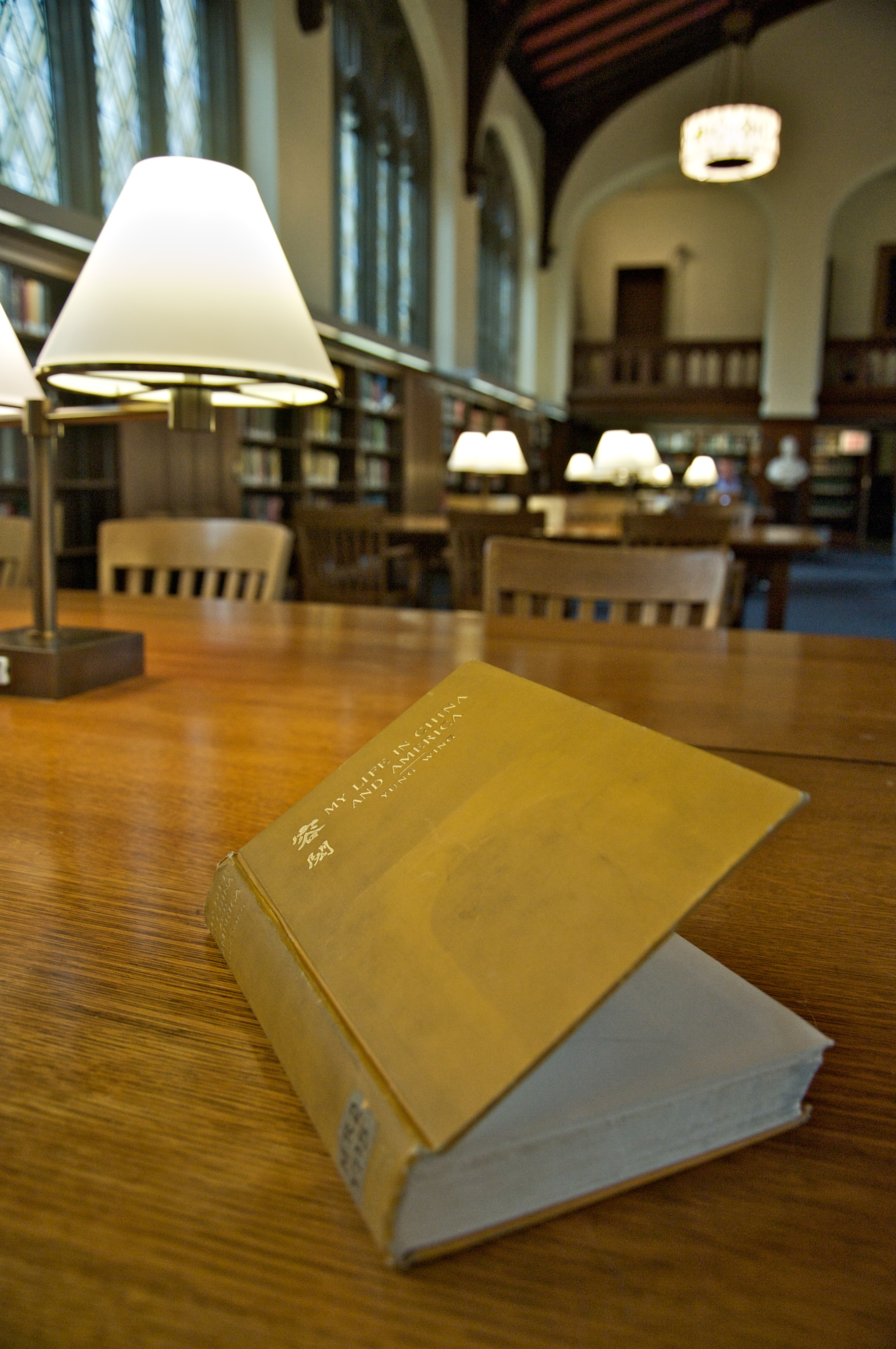
紐約協和神學院所珍藏的金字壓印《西學東漸記》

一般人對容閎生平的了解，絕大部份是來自他的自傳《西學東漸記》。容閎用英文寫作此回憶錄，題為My Life in China and America，於1909年在美國出版。
自傳從1828年容閎出生於廣東香山縣開始，內容一一細數這位「中國第一位留學生」的初蒙教育、求學經歷，學成歸國後，從事經商，走實業救國的道路受阻；講到他如何進入南京，曾與太平天國的洪仁玕討論如何將西方科學引進中國，寄望於太平天國能夠重建一個「新政」失敗；又敘述他如何在自強運動中入曾國藩幕，派往美國購買機器，建成江南製造局，得到曾國藩與李鴻章的支持，終能以公費選送幼童赴美留學；出任留美學生監督時任大清駐美國、西班牙、秘魯副公使；參與「戊戌變法」。全書共二十二章，容閎僅在最後一章中輕描淡寫地提到1897年的維新變法和戊戌政變，並在述及他因為參與康有為和梁啟超的維新計畫而遭清廷通緝後，一語帶過1900年曾在上海召開過中國議會，自傳便戛然而止。
《西學東漸記》於1909年在美國出版，內容卻只寫至1898年為止。1898年「變法維新」失敗以後，中華志士為了拯救即將被列強瓜分的家園，在全中國廣大的土地上拋頭顱、灑熱血，有些人支持君主立憲，也有許多人堅持要革命。書出版時離1911辛亥年只差兩年，但容閎卻對1898至1909中整整11個年頭裡發生的事，在自傳中不著一字。事實上，當容閎寫這本自傳時，他早已成為了一個革命者。他當時以80歲高齡還在籌備中國紅龍計劃，忙著幫孫文籌款起義，這些事情都必須在地下進行，當然不能將相關的一丁點計畫內容、人物、地點等公之於世。既然不能講革命，容閎乾脆連他在自立軍起義一事中的角色也都避而不談；而為避免麻煩，索性連戊戌政變也一併輕輕帶過。
中國走向近代的過程，跟中國人留學西方分不開。1898年容閎參與「戊戌變法」，失敗後逃往上海租界。1900年在上海參加唐才常主持之「中國議會」，被推為會長，遭清政府通緝，出逃香港，再度赴美，1910年他曾邀孫文赴美商談，表示支持革命。一個自始至終熱愛中國的人，卻不得不「遠托異國」，埋骨海角天涯，這是他個人之不幸，也是他所在時代之不幸。這部書總結作者六十多年經歷，在「西學東漸」史，尤其是中美文化交流史上，佔有公認的重要地位，是中國留學生的人生必讀書，值得永恆推薦與永久珍藏。本書譯者的文筆典雅簡潔，字裡行間能看出一個從溫和改良主義派，如何徹底轉變為支持和參與推翻君主專制之民主革命者的思想轉變歷程。本書堪為近代中國西學東漸和中美交流歷史的經典文本。1981年、1985年湖南人民出版社，收入《走向世界叢書》。

## 幼年
1835年，經父親朋友介紹給獨立宣教士郭士立（原屬荷蘭傳道會）之夫人，七歲的容閎跟隨父親前往澳門入讀當時仍附設於倫敦婦女會女校之馬禮遜紀念學校，由郭夫人負責教導。1839年中英交惡，學校解散郭夫人因此離開澳門，容閎於是回鄉，而不久父親逝世，容閎於是與哥姐工作帮补家用。同年美國教育家勃朗牧師抵達澳門，馬禮遜紀念學校正式獨立，容閎經郭士立夫人的朋友引薦下於1841年重新復課，當時的学生有唐傑、李根、周運（Chow Wan）、黃寬、黃勝和容闳。1842年，由於香港割讓英國，故馬禮遜紀念學校遷往香港，容閎亦隨之遷往香港繼續學業。1847年，勃朗牧師返回美國，離開時帶同容閎、黃寬及黃勝三人前往美國留學。其後只有容閎一人留在美國升學，黃勝因病返港，而黃寬則於1849年轉讀蘇格蘭愛丁堡大學。容閎赴美後於麻省之孟松預備學校就讀，1850年畢業後考入耶鲁大学（当时叫耶魯学院），為首名於美国耶魯大学就讀的中國人。1852年，容閎入籍美國，并于1854年畢業，获得文学学士学位，其後返回中國。

## 洋務自強運動
容閎曾經進入南京，與太平天國的洪仁玕會面，提出以西方文明引入中國的「治國七策」，洪秀全則授予一枚四等爵位的官印。最後容閎拒絕賜封離開。他後來先後在廣州美國公使館、香港高等審判廳、上海海關等處任職。後為上海寶順洋行經營絲茶生意，其後，自營商業，旋即投入師夷自強運動。
|                                            | 中國今日欲建設機器廠，必以先立普通基礎為主。不宜專以供特別之應用。所謂立普通基礎者，無他，即由此廠可造出種種分廠，更由分廠以專造各種特別之機械。簡言之，即此廠當有製造機器之機器，以立一切製造廠之基礎也。 |
| ——1863年（同治二年）十月，容閎向曾國藩進言 | |

之後曾國藩派容閎赴美國購買製器之器。

### 美國留學計劃
1870年，容閎倡議派幼童前往泰西肄業之計劃，獲其好友丁日昌贊同，並且得到曾國藩、李鴻章支持，成立「幼童出洋肄業局」。1872年到1875年，清政府先後派出四批共120名幼童赴美國留學，幼童出洋時平均年齡只有12歲，容閎亦被任命為留美學生監督及清政府駐美副公使。但隨後數年，駐美公使陳蘭彬不斷地要求撤回學生，與容閎爭論不休，李鴻章從中調停。
然而1881年，留學之事出現變數。李鴻章本欲該批學生進入軍校就讀，但美國政府當時只允許日本人就讀軍校，而拒該批學生於外，陳蘭彬故主張全撤留學生。再加上留美幼童習染西洋風氣，甚至歸信基督教和剪辮，令保守的清朝官僚十分不滿，上奏批評要求撤回。最終朝廷准奏，召回幼童。除了部分因病和擅自留美不歸者外，其餘均召回國授予職務。
雖然這次留學運動未能完滿成功，但這一批留學生返國後均对中國現代化有貢獻。當中最著名者為外交官唐紹儀、劉玉麟、中國鐵路之父詹天佑、香港行政局首任華人官守議員周壽臣等。

## 戊戌維新
從1862年開始，容閎便親身投入了洋務自強運動，要將西方的知識引進中國。雖說其努力全遭到愚昧卻有效的腐敗官僚系統的排擠與掣肘，讓他處處碰壁，但他仍屢挫屢起，熱心不減。但在1881年，清朝官吏的無知、無能、與無用竟使容閎主辦的小留學生運動在施行十年後流產，終於讓容閎看清了僅以科學西化來救國之困難。在產生無力感之餘決心將注意力開始放在政治改革上，希望能從根本做起，真正有效地改變中國的前途。但類似的挫折接連而來，迫使他稍後在居留美國的妻子重病之際，於1883年失意地回美國照顧她，並在1886年妻子過世後繼續在美獨自教養兩個幼子。1894年，中日甲午戰爭爆發，容閎因不忍心隔洋看著祖國滅亡，應召遠赴倫敦向外國商借軍費，雖所謀因李鴻章與張之洞的躊躇不決而失敗，1895年他仍再次回到中國，並於定居上海之次年上奏朝廷讓他在中國設立國家銀行，結果還是好事多磨，因盛宣懷居中破壞而不了了之。
甲午戰爭開打不久即決勝負，雖然中國的大敗讓容閎對救國幾乎徹底絕望，但也同時讓他有機會在1895年認識了康有為和梁啟超。這三個同樣口操粵語，又在救國認知上產生共識的老同鄉之遇合，總算又為容閎在政治改革的抱負帶來了另一契機。中國與日本同在幾十年當中努力於西化，且同樣是想「師夷長技以制夷」，但日本卻在甲午战争中大敗中國，中國知識份子皆認定日本之能夠戰勝中國，是能在政治上先全盤西化，而清廷始終被跟不上時代的傳統官僚制度掣肘。康有為在北京組織舉人，因公車上書事件一炮而紅後，與梁啟超在京都組織強學會。1897年，德國強佔中國膠州灣，在接下來的一個月裡，俄軍進駐了旅順，英國佔領了山東威海，再要求進一步地拓展九龍新界，法國也趁機佔領了廣州灣，日本更是大打廈門一帶的主意，清廷面臨了被西方各國瓜分的危機。當時光緒皇帝欣賞康有為的維新主張，讓他在1898年4月於北京成立了保國會。1898年6月11日，光緒帝頒布《定國是詔》，戊戌維新於焉開鑼。
長期居住於美國，英文造詣極高的容閎，對西方民主政治與國際情勢見識極深，維新黨人因此對他十分倚重，而在臨老之年報國有門，容閎也對維新運動中的各種大小改革，積極參與。「保國會」成立當日，容閎親自到場，當時他已經快滿七十歲了，比康有為還年長三十歲，比梁啟超則整整大了四十五歲，而他也老驥伏櫪，竭盡心力，連下榻之處都成了黨人聚集商議之地，儼然是維新派幕後的總參謀長。
不料慈禧對光緒帝維新大不滿意，在9月19日傍晚，突然一聲不響地從頤和園搬回大內，並囚光緒於瀛台，自己重掌大權。這就是所謂的戊戌政變，維新運動開鑼一百日便被強制下檔。當時官府在京城裡到處捕抓維新黨人，容閎、康有為、梁啟超、與英國傳教士李提摩太等人皆不知所措。他們一同商討如何請美國公使、英國公使、及日本公使等來營救黨人，保護皇帝。康有為離京後，搭乘英國商船到上海，後改乘英國軍艦到香港，再由孫文的日本友人宮崎滔天等陪伴東渡日本；而當時正在北京訪問的伊藤博文也幫助梁啟超脫逃，讓他乘火車到天津，再搭日本軍艦到日本。容閎自己則先藏匿於上海租界數月，再於1899年輾轉逃往香港。

## 革命事業
1900年的庚子「中國議會」與「自立軍」事件，是中國人在政治制度上從「君主專政」走向「民主共和」政體的一個心理轉捩點，又對隨後之惠州起義造成了重大影響。在自立軍以前，國內知識份子與海外華僑皆普遍支持維新黨人，革命行動大抵無人敢問津。如孫文1895年發起「廣州起義」時還必須假借「農學會」的名義，才能讓仕紳從錢包裡掏捐革命經費，失敗後又被老百姓罵成是一群賊黨，可見一斑。1900年因「義和團」與「八國聯軍」的特殊關係，才促進了維新黨與革命黨嘗試攜手合作的意願，雖然聯手起義最終仍告失敗，但兩批人馬卻已經建立起龐大有效的通聯網絡。「自立軍」的失敗更讓維新人對清廷的官僚失望透頂，這個卡在被囚的光緒帝與他們之間的龐大官僚制度，逼使維新黨人終於承認無法以漸進方法來革新中國的殘酷現實。除了少數如康有為等頑固人物還繼續保皇，大多數的維新黨人都已在1900年後背棄了「君主立憲」運動，自發性地追隨了容閎的帶頭作用，開始鐵了他們的心，全力拼「革命運動」去了。
容閎經歷了「太平天國」、「自強運動」、「戊戌維新」、與「君主立憲運動」，他之一路走來卻最終投入革命，實際上已對「保皇立憲」運動劃上了大半個句號，並真正把「排滿革命」的意識帶入政治革新運動的主流。
容閎的《西學東漸記》一書中有他與臺灣總督兒玉源太郎的對話，兒玉總督說「……惜初次晤面，即有一極惡之消息報君……」容閎聞而大異，急欲知所謂惡消息者究為何事。兒玉曰：「中國閩浙總督方有公文來，囑予留意，謂君設來此者，即倩予捕君送之中政府也。」容閎答稱：「予今在閣下完全治權之下，故無論何時，閣下可以從心所欲，捕予送之中政府，予亦甚願為中國而死，死故得其所也。」兒玉總督聞言莊重對曰：「容先生幸勿以予為中國之警吏，君今請安居於此，慎無過慮，與絕不能聽君往中國就戮也。」並告曰：「君之身命今甚危，惟若居臺灣在予治權之下，予必極力保護，當派兵為君防衛，不致有意外之變。」隔日果有護兵四人，夜間在容閎寓所四圍巡邏，日間逢其外出無論何時，此四兵必隨行，二居前，二居後，加意防護。容閎自述「予居臺灣數日承日人如是待遇，意良可感。」容閎認為此次與日屬臺灣總督之談話，實為他一生中最值得紀念之事。
而事實上，容閎在1900年後確也曾經三次親身參與過起義計畫。第一次是1901至1903年與「興中會」的謝纘泰、鄧蔭南、李紀堂、及太平天國舊部洪全福等密謀於廣州再次起義，希望建立大明順天國，眾人擬推容閎為起義成功後臨時政府的大總統。第二次是在1909年，容閎將康有為身邊的兩個美國人實際拉進了革命圈子，他們一個是軍事訓練家荷馬李，另一個是財政界要人布思（Charles Beach Boothe）。容閎與他們提出了一個中國紅龍計劃，打算籌款五百萬美元，購買十萬支槍和一億發子彈來支應孫文的革命。第三次則是1910年的長灘計劃，它是「中國紅龍計劃」的實際行動，為此孫文還到加州長灘出席，親身參與了這個軍事計劃的商討與內容擬定。

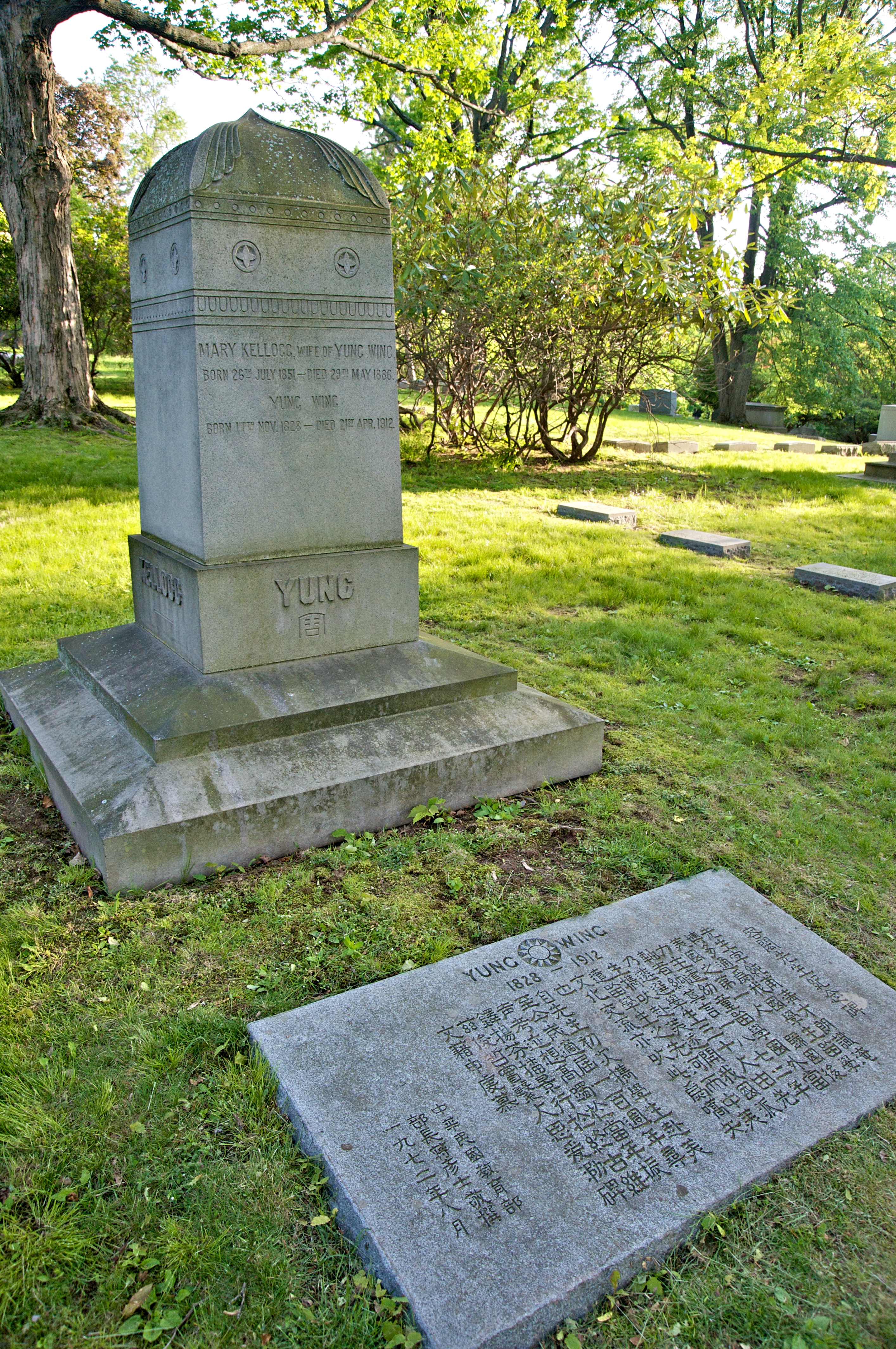
容閎之墳墓

1911年，辛亥革命成功，孫文請容閎歸國。但1912年4月21日，容閎於美國去世。

## 容閎與馬克·吐溫
當年有一位學者牧師推切爾在耶魯法學院演講表揚容閎，這一篇演講稿後來被收入《西學東漸記》，成了該書的代跋。推切爾牧師是容閎的好友，曾在1875年主持容閎的婚禮。同時他也是文學家馬克·吐溫的終生摯友，當年馬克·吐溫結婚時，他長途跋涉至埃爾邁拉市為馬克·吐溫主持婚禮，而當馬克吐溫的妻子與三個享年不永的孩子相繼離世時，也都由推切爾主持葬禮，最後連馬克吐溫自己的葬禮，也同樣委由他負責。根據紐約時報報導，他親至紐約主持馬克·吐溫的追思禮拜，老當益壯的推切爾在禮拜中多次淚流不止，禱告時也是泣不成聲。
在發展幼童留美計劃的這九年與往後幾年間，容閎在康乃狄克州的活動多以哈特福市為中心。從他的留美事務所至推切爾的教會信步可達，而馬可·吐溫、推切爾與容閎的家屋，也都分布在市中心幾條街的範圍之內。從這三個朋友各自所寫的書信裡，可以看出馬可吐溫與容閎間確實有多年的交情。從1875年馬克吐溫在他新蓋的新英格蘭豪宅裡招待容閎開始，馬克吐溫與推切爾曾多次攜手為容閎的幼童留美計劃遊說政府。1880年清廷打算取消幼童留美計劃，為了勸阻清廷，馬克·吐溫曾帶著推切爾去會見馬克·吐溫的好友前美國總統尤里西斯·格兰特，而格蘭特也馬上發函李鴻章，迫使他暫緩取消學童留美計劃，讓小留學生們在美國又多待了一年。 而為了謝纘泰及洪全福圖謀的大明順天國，容閎更曾在1901年從香港寫信給馬克·吐溫與推切爾，試探是否能用中國賑災的名義從美國國會申請經費挹注。
馬克·吐溫從1870年代起便呼吁美國人重視在美華人的人權及尊嚴，在全美一片排華聲中，他是少數曾為華人利益據理力爭的美國名人之一，常用他妙筆生花的文章譴責對華人有偏見的美國國會與大眾媒體。當八國聯軍在北京姦殺擄掠時，馬克·吐溫更仗義執言，以他著名的諷刺文筆，向美國民眾描繪西洋帝國主義與傳教士為亞洲殖民地人民帶來所謂「文明祝福」的嘴臉。為此他曾寫了Goldsmith's Friend Abroad Again、Disgraceful Persecution of a Boy、John Chinaman in New York、Roughing It、Ah Sin、To the Person Sitting in Darkness、United State of Lyncherdom等著名文章與劇本，也獲得了許多正面回響。馬克吐溫之所以對東方具此情有獨衷的理念，相信其影響多少是來自容閎的。

## 榮譽及紀念

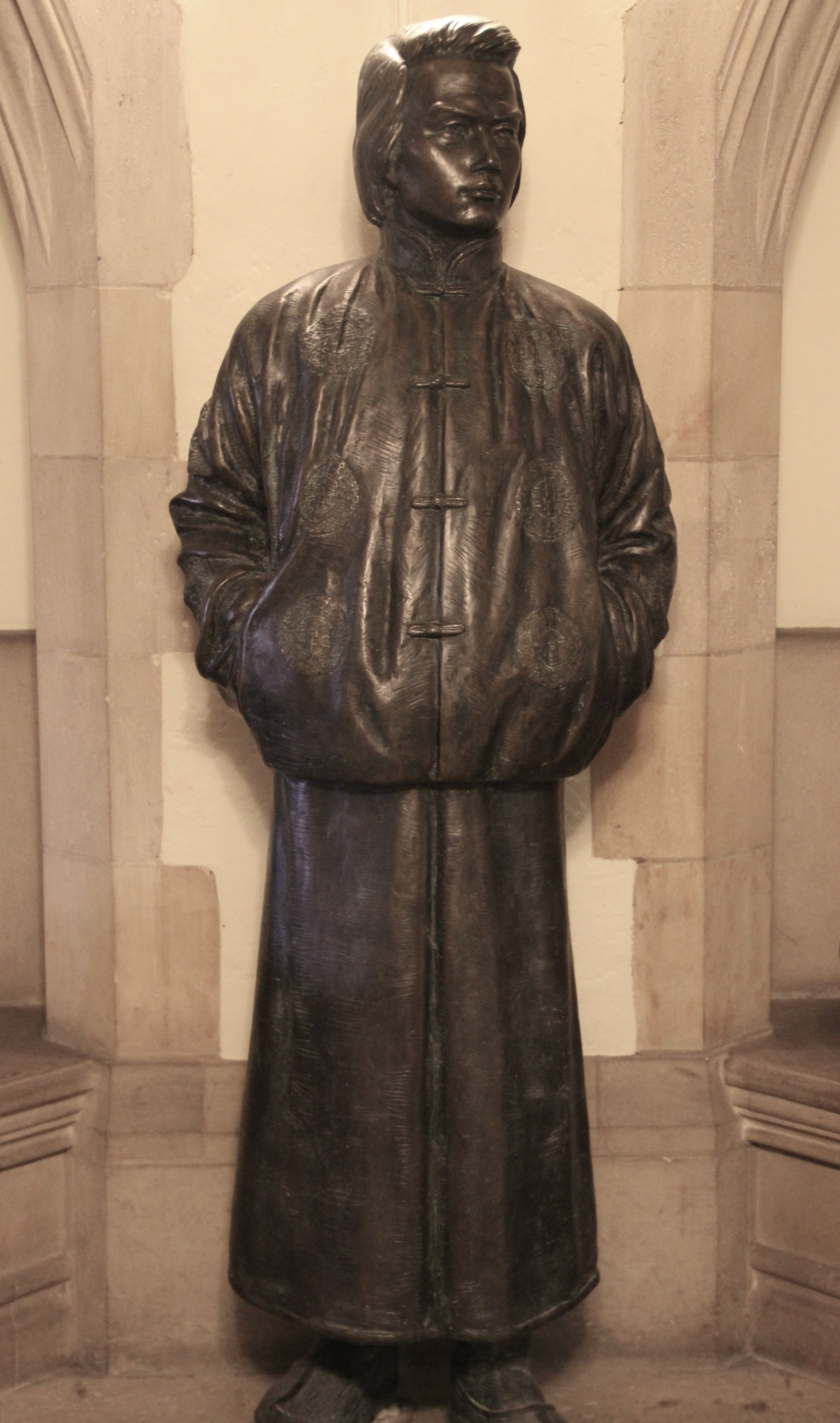
耶鲁大學之容閎像

1876年耶魯授予容閎法學博士學位。容閎畫像懸掛在耶魯校園，布殊、克林頓等政界名人校友之肖像與他並排，一起受學生瞻仰。
1998年，容閎誕辰170週年，耶魯大學所在的美國康涅狄格州宣佈，將9月22日（當年第一批中國幼童在美入學之日期），公訂為「容閎及中國留美幼童紀念日」。

### 容閎小學
在美國紐約市曼哈頓唐人街，有一座高樓叫做孔子大廈，大廈下有一所公立小學。為了紀念容閎，又命名為容閎小學。珠海市香洲區南屏鎮之容閎學校亦是為紀念容閎而命名。

### 故居
容閎故居位於廣東省珠海市香洲區南屏鎮南屏村西大街三巷1號。而當年，容閎出國後回家鄉為南屏村西大街三巷取名「輔仁巷」。
故居大門向東，泥地夯土牆，建於清代中期。據容閎之曾孫容梓燦回憶，容閎故居原由兩前廊、天井、大廳、東西邊兩長屋、後斗（廚房）七個部份組成，東西寬約10米，南北長約20米，面積約200平方米。

## 外部連結
- The Yung Wing Project
- 關於留美幼童的一樁歷史公案（页面存档备份，存于）
- 陳瑋芬：〈西學之子——容閎與新島襄的異國經驗與文化認同（页面存档备份，存于）〉。
- 容閎與臺灣 國史館（页面存档备份，存于）